# Johann Peter Bamberger
Johann Peter Bamberger (* 6. April 1722 in Magdeburg; † 4. September 1804 in Potsdam) war ein deutscher reformierter Geistlicher.

## Leben
Bamberger wurde als Sohn des Kaufmanns Abel Bamberger und der Magdalene Rosine, geb. Schröder geboren.
Er studierte an den Universitäten Frankfurt und Halle und wurde am 8. August 1756 in der Berliner Domkirche als 3. Pfarrer an der Friedrichswerderschen Kirche ordiniert. 1762 wurde er 2. reformierter Pfarrer an der Dreifaltigkeitskirche in Berlin und 1766 zum Kirchenrat ernannt. Ab 1780 war er Hof- und Garnisonsprediger in Potsdam und wurde 1799 emeritiert.
Er heiratete 1759 in Berlin die Schriftstellerin Antoinette Charlotte Viktoria Sack, Tochter des Oberhofpredigers Friedrich Sack in Berlin.